# Cal Querol (Linyola)
Cal Querol és una obra de Linyola (Pla d'Urgell) protegida com a Bé Cultural d'Interès Local.

## Descripció
Edifici del segle xviii. Jaume Rotés, als anys trenta del segle xx, el definia com un "gran casalot amb els balcons i els llindars de pedra". La casa tenia cup, sitja. Després d'uns decennis en que no hi va viure ningú, la casa fou restaurada amb materials originals. Per ex. als banys, les piles de marbre tenen més de 200 anys d'antiguitat i al terra, les rajoles afegides són del segle xviii. Les rajoles que decoren les habitacions també són del segle xviii. Es conserven les parets de pedra. L' antiga bodega té el sostre d'arc. Gran part dels mobles són els originals de la casa. S'obrí al públic com hotel, l'any 2001.
A l'interior de la casa es conserva un celler de mitja volta, una sitja coberta amb totxos ceràmics, una pica tallada en un bloc de pedra on s'hi emmagatzemava l'oli i un pou d'aigua dolça de més de tres metres de profunditat.
(Text procedent de la declaració de BCIL)